# Para dvojni girorombiikozidodekaeder
| Para dvojni girorombiikozidodekaeder | Para dvojni girorombiikozidodekaeder             |
| ------------------------------------ | ------------------------------------------------ |
|                                      |                                                  |
| Vrsta                                | Johnsonovo telo J72-J73-J74                      |
| Stranske ploskve                     | 2x10 trikotnikov 3x10 kvadratov 2+10 petkotnikov |
| Oglišča                              | 60                                               |
| Robovi                               | 120                                              |
| Konfiguracija oglišča                | 20(3.42.5) 2x10+20(3.4.5.4)                      |
| Grupa simetrije                      | D5d                                              |
| Dualni polieder                      | -                                                |
| Lastnosti                            | konveksen                                        |
| mreža telesa                         |                                                  |

Para dvojni girorombiikozidodekaeder je eno izmed Johnsonovih teles (J73). Nastane tako, da v rombiikozidodekaedru dve nasprotni si petstrani kupoli zavrtimo za 36º.
V letu 1966 je Norman Johnson (rojen 1930) imenoval in opisal 92 teles, ki jih imenujemo Johnsonova telesa.